# مایک بلابک
مایک بلابک (انگلیسی: Mike Blabac؛ زادهٔ january ۱۸, ۱۹۷۴ (۵۱ سال)) ورزشکار هاکی روی یخ و از برندگان مدال طلا پارالمپیک اهل ایالات متحده آمریکا است.

## جوایز و افتخارات
وی در مسابقات کشوری و بین‌المللی در مجموع برندهٔ ۲ مدال طلا، ۱ مدال برنز شده است.